# Álarcos amarant
Az álarcos amarant (Lagonosticta larvata) a madarak osztályának a verébalakúak (Passeriformes) rendjébe, ezen belül a díszpintyfélék (Estrildidae) családjába tartozó faj.

## Rendszerezése
A fajt Eduard Rüppell német természettudós írta le 1841-ben, az Amadina nembe Amadina larvata néven.

## Alfajai
- Lagonosticta larvata larvata (Rüppell, 1840)
- Lagonosticta larvata nigricollis Heuglin, 1863
- borvörös amarant (Lagonosticta larvata vinacea[2] vagy Lagonosticta vinacea)[3]

## Előfordulása
Afrikában, Dél-Szudán, Etiópia és Szudán területén honos. Természetes élőhelyei a szubtrópusi és trópusi száraz cserjések és szavannák. Állandó, nem vonuló faj.

## Megjelenése
Testhossza 11 centiméter.

## Életmódja
Termeszekkel és fűmagvakkal táplálkozik.

## Természetvédelmi helyzete
Az elterjedési területe nagy, egyedszáma pedig stabil. A Természetvédelmi Világszövetség Vörös listáján nem fenyegetett fajként szerepel.